# 캐머런 러셀
캐머런 러셀(Cameron Russell, 1987년 1월 14일 ~ )은 미국의 모델이다.